# Maunatlala
Maunatlala is een dorp in het district Central in Botswana. De plaats telt 4552 inwoners (2011).